# Eduard Schlöbcke

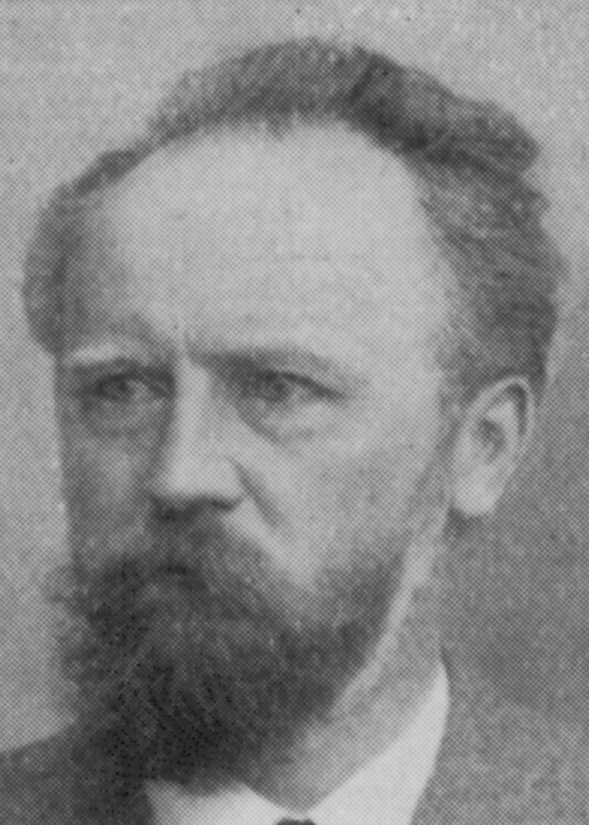
Eduard Schlöbcke

Eduard Schlöbcke (* 17. August 1852 in Winsen (Luhe); † 19. März 1936 in Lüneburg) war ein deutscher Architekt und preußischer Baubeamter. Er gilt als der Retter des Naturdenkmals Lüneburger Kalkberg, einem Gipshut, der zum Teil bis 1921 abgebaut wurde. 

## Leben

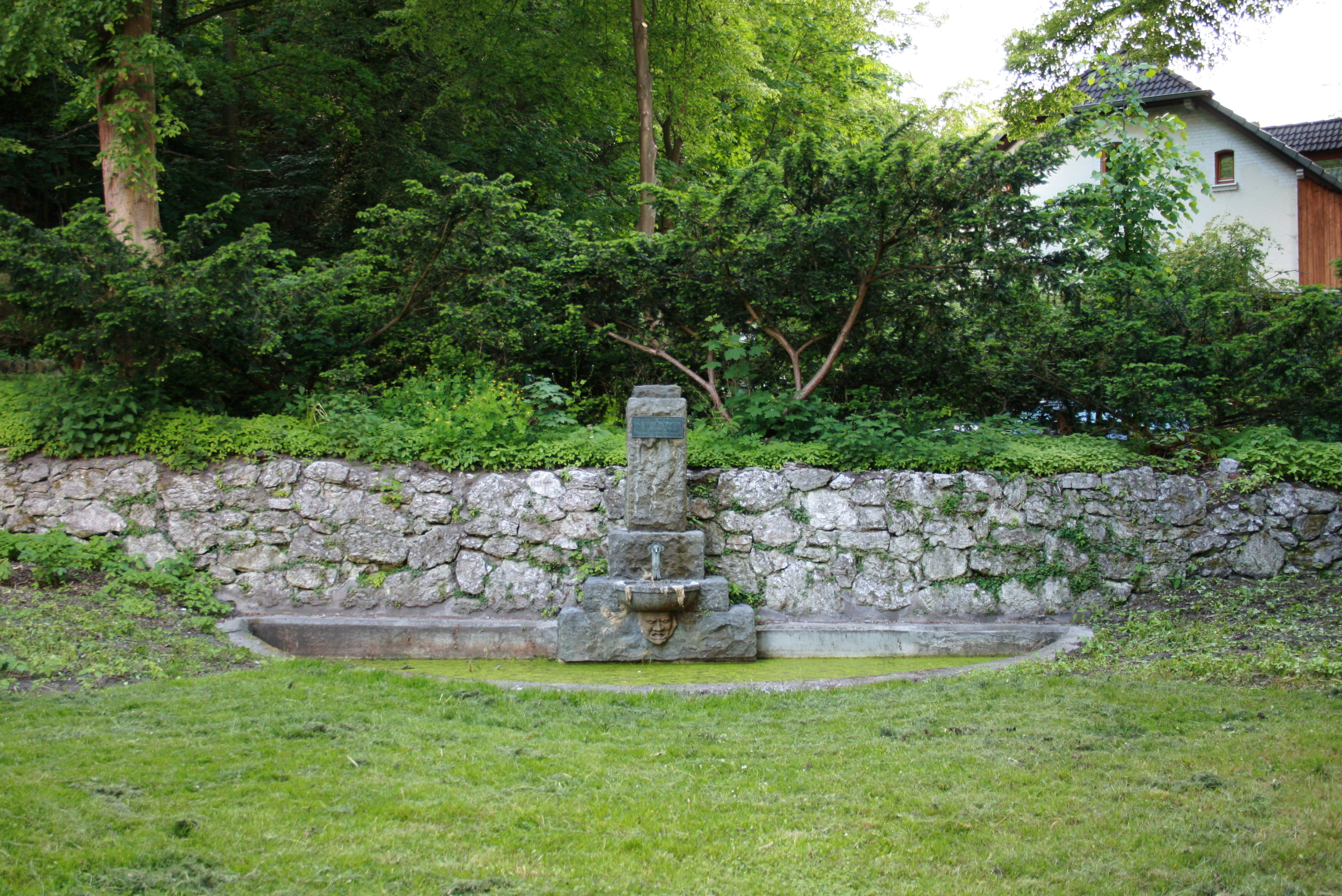
Schlöbcke-Brunnen in Lüneburg

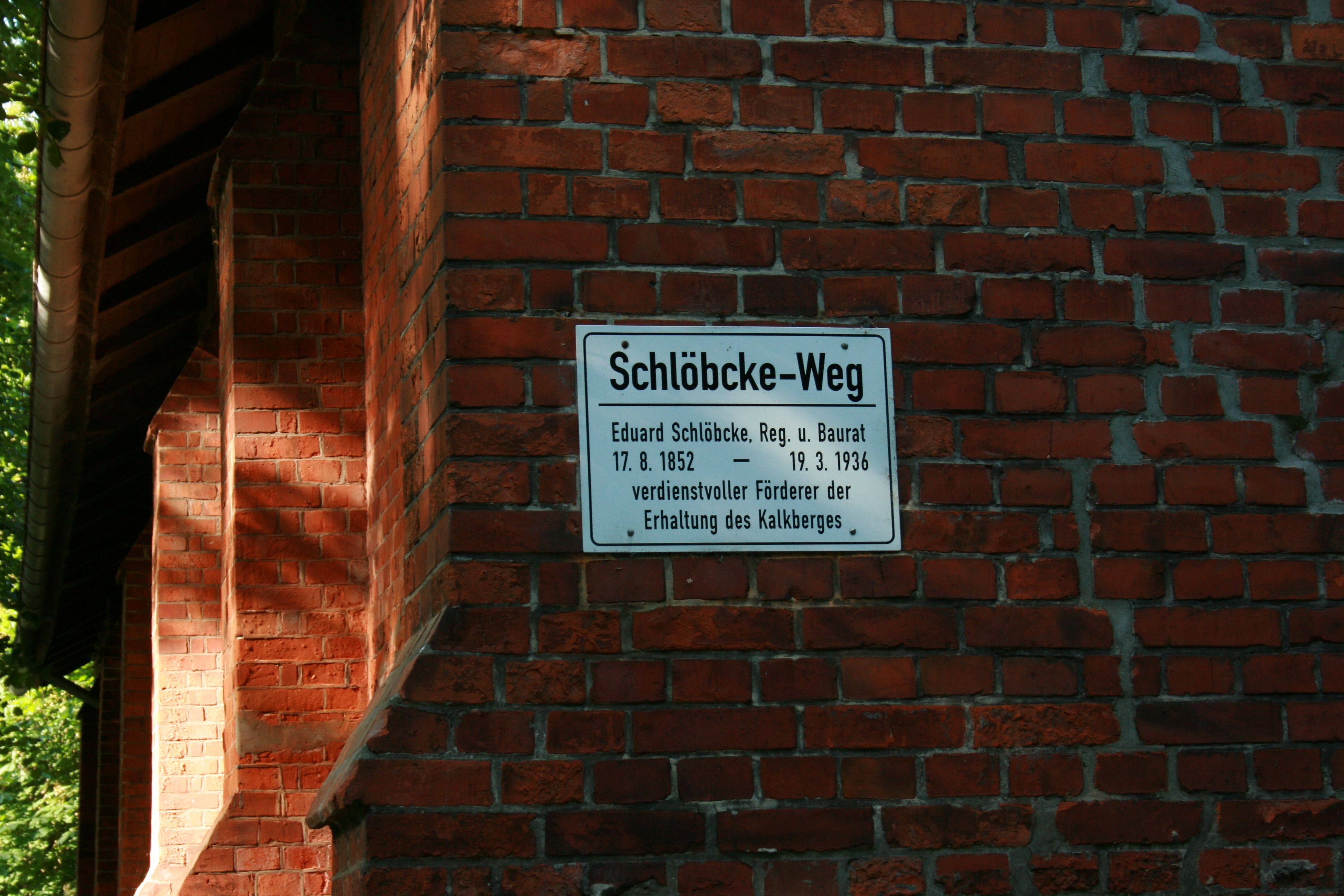
Straßenschild am Lüneburger Schlöbckeweg

Schlöbcke war der Sohn eines Uhrmachers und besuchte während seiner Schulzeit das Johanneum Lüneburg. Bereits als Schüler hielt er zur Abiturfeier eine Rede, in der er die „Einstellung des Raubbaus am Kalkberg“ und dessen Erhaltung forderte. 
Ab 1873 studierte er Architektur an der Polytechnischen Schule Hannover, 1878 schloss er das Studium mit dem ersten Staatsexamen ab. Von 1879 bis 1880 leistete er seinen Militärdienst als Einjährig-Freiwilliger ab, in den folgenden Jahren war er in Weichersbach, Mottgers, Magdeburg, Neuruppin und Hamburg tätig. 1884 wurde er Mitglied des Vereins Bauhütte zum weißen Blatt in Hannover. Von 1887 bis 1895 war er Assistent an der inzwischen aus der Polytechnischen Schule hervorgegangenen Technischen Hochschule Hannover, erst während dieser Zeit legte er 1892 das zweite Staatsexamen ab. Er blieb an der Technischen Hochschule, wo er von 1895 bis 1902 als Privatdozent für architektonisches Zeichnen und mittelalterliche Ornamentik lehrte.
1902 wechselte Schlöbcke von der Lehrtätigkeit an der Hochschule in die staatliche Bauverwaltung, er wurde als Kreisbauinspektor zum Vorstand der preußischen Hochbauinspektion Celle berufen. 1907 wurde er in gleicher Funktion nach Lüneburg versetzt und ein Jahr später zum Baurat bzw. Regierungs- und Baurat befördert. Noch vor der gesetzlichen Einführung der Altersgrenze wurde er 1921 im Alter von 69 Jahren in den Ruhestand versetzt.
Schon während seiner Dienstzeit in Lüneburg, besonders aber im Ruhestand bemühte sich Eduard Schlöbcke, den Kalkberg als Naturdenkmal zu erhalten. 1928 gab er ein Buch mit dem Titel Der Kalkbergführer heraus. Nach Einstellung des Gipsabbaus 1923 sorgte Schlöbcke für die Einrichtung von Wegen und Treppen sowie eines Aussichtspunkts auf der Kuppe des Bergs. Er setzte durch, dass Lüneburgs höchste Erhebung (56 m höher als das umliegende Gelände) 1932 zum ersten Naturschutzgebiet im Regierungsbezirk Lüneburg wurde.
Zu seinem 80. Geburtstag 1932 begann die Stadt Lüneburg am Hauptzugang zum Kalkberg mit der Errichtung des Schlöbcke-Brunnens mit einer ihn darstellenden Bronzebüste und einer Gedenktafel. Bei der NSDAP anscheinend in Ungnade gefallen, wurde es ab 1933 still um ihn. Sein Tod im Jahr 1936 wurde kaum gewürdigt, auch die späte Einweihung des Denkmalbrunnens im gleichen Jahr fand ohne Vertreter der NS-Obrigkeit statt. Nachdem die Büste zweimal Opfer von Vandalismus geworden war, wurde sie 1964 ins Naturmuseum verbracht. Der Brunnen ist ohne sie erhalten.

## Schriften
- Der Kalkbergführer. 1000 Jahre Kalkberg und Gipsbruch in Lüneburg. Lüneburg 1928.